# Style (operacja zrób to głośniej)
Style (operacja zrób to głośniej) – szósty album warszawskiego producenta i DJ-a o pseudonimie DJ 600V. Krążek promowały utwory „Bujaka!” i „Esencja”, do których zrealizowano teledyski.

## Lista utworów
Opracowano na podstawie materiału źródłowego.
1. „Stylowe Intro”
2. „Grajmofon (Zrób To Głośniej)” (gościnnie Katatmi)
3. „Bujaka!” (gościnnie Analogia)
4. „Prawda??!” (gościnnie Rozmiar Królewski Sylwester)
5. „To Jest Ten Bit, Ha!” (gościnnie DonGURALesko)
6. „Codzienna Arytmetyka” (gościnnie Aksa)
7. „Esencja” (gościnnie Numer Raz)
8. „Słyszysz Ten Styl” (gościnnie Fenomen)
9. „Siła Drzemie W Nutach” (gościnnie Enika Squad, Teobe)
10. „Randka” (gościnnie Tede)
11. „Chwila Zwątpienia” (gościnnie Pono)
12. „Nie Pamiętam” (gościnnie PWRD)
13. „Lepiej Odejdź” (gościnnie Nais)
14. „Głośno & Wyraźnie” (gościnnie Rufin MC)
15. „Nie Słuchać Przed 3005” (gościnnie Pezet)
16. „Chorągievvki” (gościnnie Pokahontaz)
17. „Nie Mamy Czasu Nawet Myśleć” (gościnnie O.S.T.R.)
18. „Co Słychać?” (gościnnie Flexxip, 2cztery7)
19. „Ciężko Przyszło, Łatwo Nie Pójdzie” (gościnnie Wysoki)
20. „Kup Album, Outro”
21. „Głosno & Wyraźnie (Remix)” (gościnnie Rufin MC)